# Rue Cabanis
Pour les articles homonymes, voir Cabanis.
La rue Cabanis est une voie située dans le quartier du Parc-de-Montsouris du 14e arrondissement de Paris, en France.

## Situation et accès
La rue Cabanis est desservie par la ligne de métro 6 à la station Glacière.

## Origine du nom
La rue porte le nom du médecin aliéniste Pierre Jean Georges Cabanis, qui s'est préoccupé du traitement des aliénés mentaux. Le choix tient à ce que la rue a été ouverte dans le cadre de l'aménagement de l'Asile Sainte-Anne, que la rue borde par le nord.

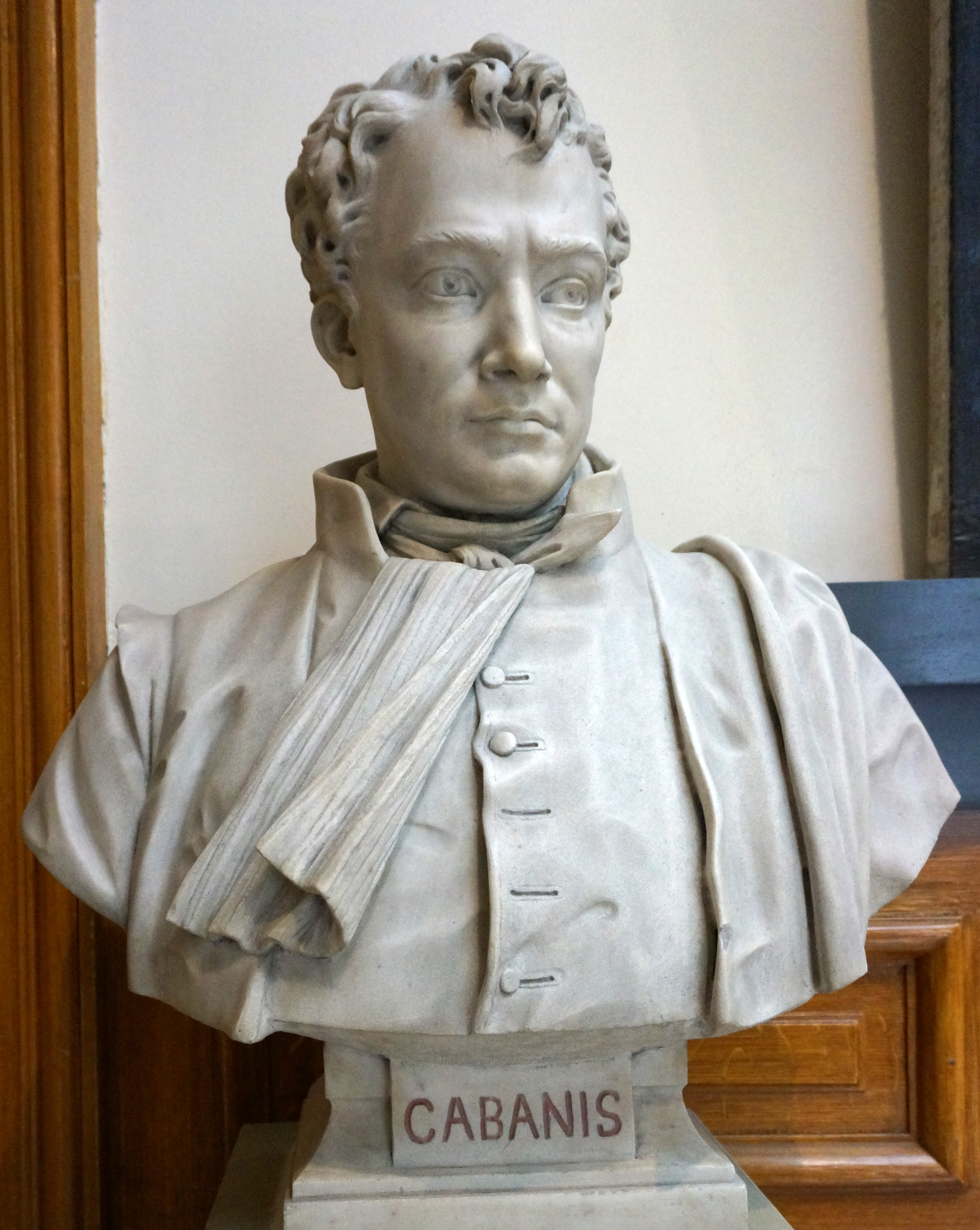
Armes du « comte Cabanis et de l’Empire »

## Historique
La voie est ouverte en 1861 par le département de la Seine pour l'isolement de l'asile clinique des aliénés, futur hôpital Sainte-Anne. Au nord de son tracé se trouvait la Fosse aux Lions, qui fut remblayée à l'occasion de cet aménagement, mais continua à être occupée par une population misérable qui y trouvait refuge.
La rue prend sa dénomination actuelle par décret du 2 mars 1867.

## Bâtiments remarquables et lieux de mémoire
- No 1 : entrée principale et côté nord de l'hôpital Sainte-Anne.
- No 7 : Le Plancher de Jeannot, œuvre sculptée par un jeune Béarnais atteint de psychose et acquis par l'hôpital Sainte-Anne.
- No 18 : Emplacement du débouché de l'impasse Cabanis ou 500 à 600 chiffonniers s'étaient installés dans une carrière souterraine abandonnée appelée la Fosse aux Lions.
- Au No 30 : se trouve la FIAP Jean-Monnet, centre international de séjour.

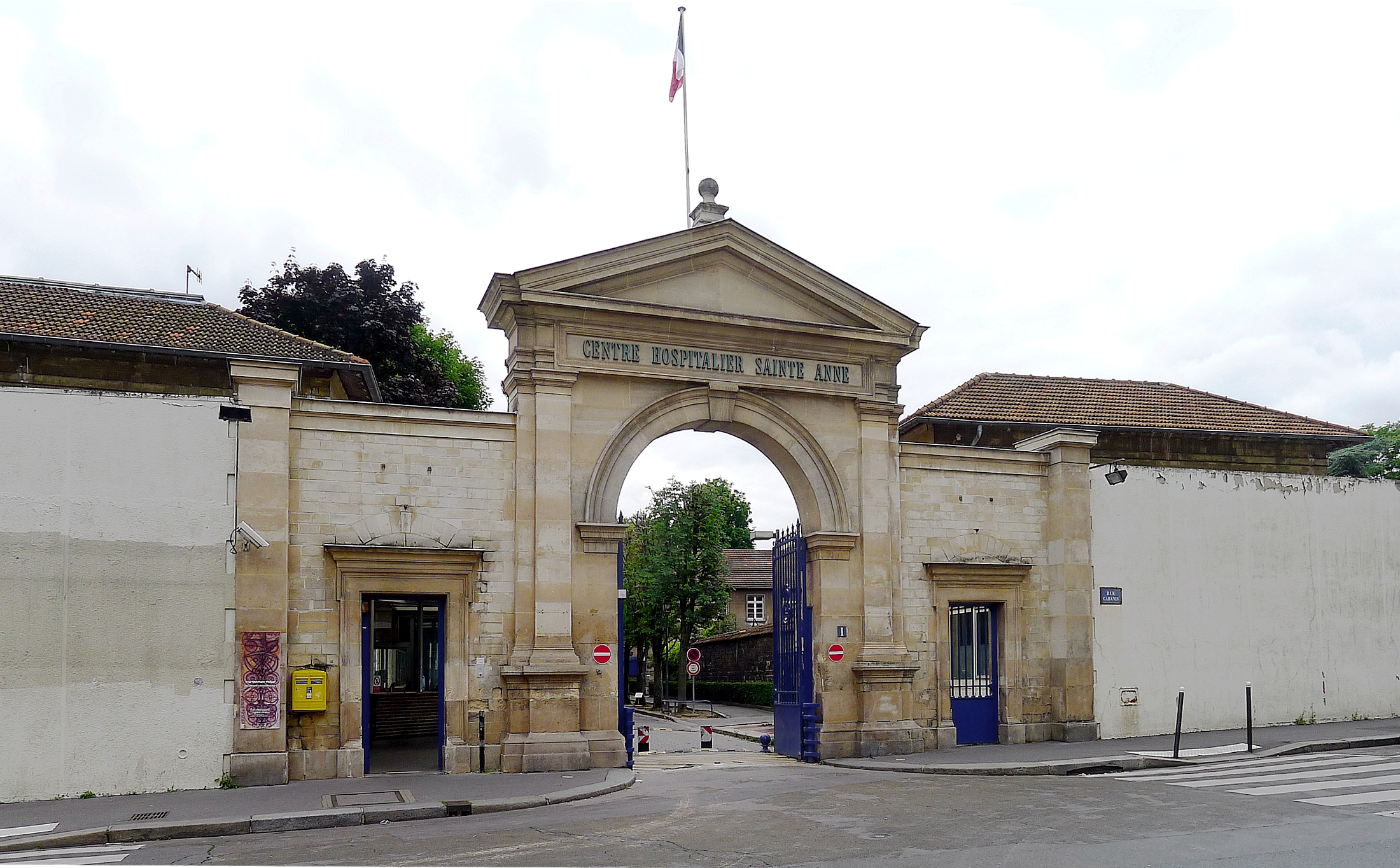
Entrée, rue Cabanis, de l'hôpital Sainte-Anne.